# مؤسسة الشعر
تم إنشاء مؤسسة الشعر في شيكاغو في الولايات المتحدة عام 1912 من الشاعرة هارييت مونرو لنشر الشعر العالمي للشعراء في العالم ومن اللشعراء الذين نشرو شعرهم الشاعرتي أليوت وغيره من الشعراء العظام. وقد أنشئت لتعزيز الشعر في الثقافة الأوسع. تشكيلها من الشعرمجلة، التي لا تزال تنشر، معتبرع عام 2003 بمبلغ 200 مليون دولار من محسن روث ليلي

## مبنى مؤسسة الشعر

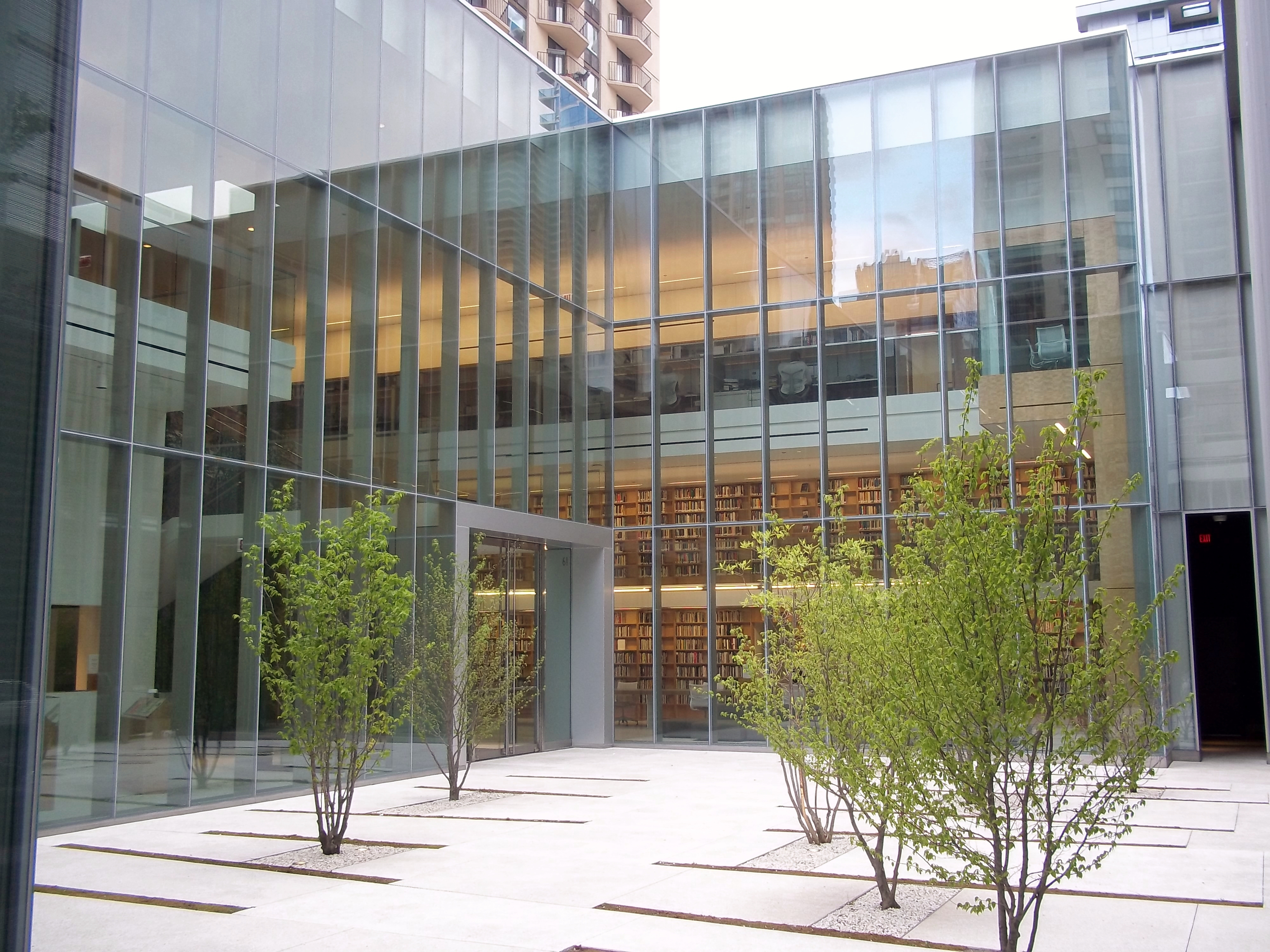
مكتبة بيت الشعر في المبنى الجديد

تم استخدام جزء من المنحة التي اتت للمؤسسة عام 2003 لبناء مركز الشعر في الجانب الشمالي الأدنى، شيكاغو. وقد صمم المبنى جون رونان، تم افتتاح المبنى في عام 2011. في مركز مكتبة مفتوحة للجمهور، والمنازل القراءة مساحات المدرسة المضيفين، والمجموعات السياحية، ويوفر مكتب الفضاء والتحرير لمؤسسة الشعر ومجلة الشعر.

## روابط خارجية
- الوقع الرسمي للمؤسسة